# كارين سلوتر
كارين سلوتر (بالإنجليزية: Karin Slaughter)‏ (6 يناير 1971، كوفينغتون في الولايات المتحدة)؛ كاتِبة وروائية أمريكية.

## روابط خارجية
- كارين سلوتر على موقع IMDb (الإنجليزية)
- كارين سلوتر على موقع مونزينجر (الألمانية)
- كارين سلوتر على موقع ميوزك برينز (الإنجليزية)
- كارين سلوتر على موقع ديسكوغز (الإنجليزية)